# LEIF
LEIF, het LevensEinde InformatieForum, is een Belgische vereniging die zich inzet voor informatieverspreiding over euthanasie. De vereniging werd opgericht in februari 2003 op initiatief van mensen en verenigingen die streven naar een waardig levenseinde voor elke mens, waarbij respect voor de wil van de patiënt voorop staat. Aanleiding waren drie wetten met impact op het menselijk levenseinde, die in België in 2002 van kracht werden. Hun werkomgevingen zĳn Vlaanderen en Nederlandstalig Brussel. Hun Franstalige collega's Médecins EOL-LEIF hebben Wallonië en Franstalig Brussel onder hun hoede.

## Aanleiding
Op 28 mei 2002 werd de euthanasiewet bekrachtigd, waardoor België na Nederland het tweede land ter wereld werd met een euthanasiewet die euthanasie onder bepaalde voorwaarden depenaliseert. Op 14 juni 2002 werd de wet op de palliatieve zorgverstrekking bekrachtigd. Een voldoende ruim aanbod van palliatieve zorg en de criteria voor de terugbetaling van die zorg door de sociale zekerheid moeten er borg voor staan dat dit soort zorg voor alle ongeneeslijk zieke patiënten even toegankelijk is, binnen het geheel van het zorgaanbod. Op 22 augustus 2002 werd de wet op de rechten van de patiënt bekrachtigd, die de kenmerken van de relatie tussen de patiënt en beroepsbeoefenaar verduidelĳkt en wil de kwaliteit van de gezondheidszorgen verbeteren.

## Oprichting
LEIF werd opgericht om de inhoud en mogelijkheden van deze drie nieuwe wetten te verspreiden. Zowel de artsen, (toekomstige) patiënten als zorgverleners kunnen bij het Forum terecht voor objectieve informatie, steun, advies en opleiding over de beschikbare en wettelijke mogelijkheden omtrent het levenseinde. LEIF gaat ervan uit dat goed geïnformeerde patiënten en hun familie in staat zijn om zelf - in overleg met professionals - te kunnen beslissen op welke wijze ze hun levenseinde (zouden willen) zien.

## Werking
De euthanasiewet vereist bij een verzoek voor een zelfgekozen levenseinde van terminale patiënten een verplicht tweede medisch advies en bij niet-terminale patiënten een verplicht advies van een derde arts. LEIF organiseert sinds 2003 jaarlijks voor zowel huis- als ziekenhuisartsen een LEIF-arts-vorming betreffende alle beslissingen bij het levenseinde met speciale aandacht voor euthanasie en de mogelijkheden van palliatieve zorg. Sinds 2006 wordt de opleiding LEIF-nurse voor verpleegkundigen georganiseerd. Sinds 2008 is de opleiding toegankelijk voor andere professionals die op een of andere manier te maken krijgen met euthanasie, waaronder psychologen, maatschappelijk werkers, kinesisten, pastoors, apothekers, criminologen, moraalfilosofen, juristen.
De organisatie Médecins EOL-LEIF organiseert in Franstalig België een soortgelijke opleiding als EOL-arts (un médecin EOL: End-Of-Life). Sinds 2010 werken beide organisaties samen om hun opleidingen op elkaar af te stemmen via het federaal forum LEIF-EOL.
Het hoofdkantoor bevindt zich te Wemmel in het W.e.M.M.e.L, expertisecentrum ‘Waardig Levenseinde’,  waar onder meer het palliatief dagcentrum toPAZ, de vzw palliatieve thuisequipe Omega, het Forum Palliatieve Zorg en de leerstoel ‘Waardig Levenseinde’ van deMens.nu aan de VUB gehuisvest zĳn. Sinds 2013 zijn door heel Vlaanderen verscheidene Leifpunten opgericht, vooral sociale werkhuizen: Brugge, Aartselaar, Deurne,Gent, Eeklo, Turnhout, Hasselt, Mechelen, Heverlee-Leuven, Oudenaarde, Zottegem, Geraardsbergen en Heist-op-den-Berg.
In 2004 werd de telefonische LEIF-lijn opgestart, die informatie rond het levenseinde verschaft. De hulplijn wordt door de Vlaamse gemeenschap gesubsidieerd. In 2013 werd de LEIF-kaart geïntroduceerd, waarop wilsverklaringen bewaard kunnen worden, wat handig is voor een ziekenhuis bij een spoedopname om die informatie van de patiënt direct bij de hand te hebben.

## LEIFtime Achievement Award
Sinds 2013 reikt LEIF de LEIFtime Achievement Award uit aan personen voor hun uitzonderlijke inzet voor een waardig en respectvol levenseinde. De prijs is een beeldhouwwerkje van kunstenaar Willy Peeters, dat een humaan en evenwaardig dialoog tussen twee mensen uitbeeldt, bijvoorbeeld een gesprek tussen mantelzorger en patiënt of zorgverlener en familielid.

### Winnaars
- 2013: De drie Belgische senatoren Jacinta De Roeck, Jeannine Leduc en Myriam Vanlerberghe voor hun initiatieven, die uitmondden in de euthanasiewet van 2002.[1]
- 2015: Ex-ministers Frank Vandenbroucke en Magda Aelvoet, en voormalig Kom op tegen Kanker-voorzitter Vic Anciaux voor hun inzet in de landelijke structurele ontwikkeling van de palliatieve zorg.[2]
- 2016: Etienne Vermeersch om als eerste in België een maatschappelijk debat op te starten rond euthanasie. In 1971 op de Belgische televisiezender BRT bracht hij dit gevoelige onderwerp aan en bleef dat de daaropvolgende decennia tot aan zijn dood doen.[3]
- 2017: Dr Ri De Ridder, directeur-generaal van het RIZIV, voor zijn inzet om, in samenwerking met Dr Bert Winnen, kabinetschef van minister Maggie De Block, LEIF-artsen financieel te vergoeden bij het verstrekken van het verplicht advies bij een euthanasieverzoek.[4]
- 2018: Lisette Custermans voor haar grote verdienste bij de ontwikkeling van de palliatieve thuiszorg. In 1988 richtte ze de palliatieve thuisbegeleidingsdienst Omega op.[5]
- 2020: Robert Geeraert voor zijn grote verdienste voor palliatieve zorg in woonzorgcentra. In 2000 was hij oprichter van het eerste palliatief support team in een woonzorgcentrum in België. Deze expertise en ervaring deelde hij later als medewerker van de kabinetten van de Vlaamse ministers van Welzijn en gezondheid Mieke Vogels en Adelheid Byttebier.
- 2023: Met het twintigjarig bestaan van LEIF werden eigen werknemers in de bloemetjes gezet, namelijk André Van Nieuwkerke, de initiatiefnemer en voorzitter van LEIF West Vlaanderen en Luc Proot, de coördinerend LEIFarts West Vlaanderen. LEIF West Vlaanderen is het standaardmodel geworden voor de diverse LEIFpunten, die erna in Vlaanderen en Brussel opgericht zijn.[6]
- 2024: Tony De Bondt voor zijn pionierswerk inzake palliatieve zorg sinds de jaren 1990. In die periode werd door zijn toedoen Upjohn (later onderdeel van Pfizer) het eerste farmaceutisch bedrijf dat daadwerkelijk belangstelling toonde voor palliatieve zorg en in 1994 richtte hij in Vlaanderen het eerste volwaardige congres op rond palliatieve zorg te Drongen.
- 2025: Colette Raymakers voor haar decennialange strijd voor een waardig levenseinde en haar blijvende betrokkenheid bij LEIF. Rond 1990 was ze een van de eersten die een palliatieve thuisequipe oprichtte, later bekend als multidisciplinaire begeleidingsequipe (MBE).